# Encantado
Encantado is een gemeente in de Braziliaanse deelstaat Rio Grande do Sul. De gemeente telt 20.530 inwoners (schatting 2009).

## Aangrenzende gemeenten
De gemeente grenst aan Arroio do Meio, Doutor Ricardo, Muçum, Nova Bréscia, Relvado en Roca Sales.

## Bezienswaardigheden
- Het Christusbeeld Cristo Protetor

## Geboren
- Eduardo Gottardi (22 juli 1985), Portugees-Braziliaans voormalig voetballer